# Maltosio O-acetiltransferasi
La maltosio O-acetiltransferasi è un enzima appartenente alla classe delle transferasi, che catalizza la seguente reazione:
acetil-CoA + maltosio ⇄ CoA + 6-O-acetil-α-D-glucopiranosil-(1→4)-D-glucosio
Non è uguale alla galattoside O-acetiltransferasi (numero EC 2.3.1.18). Il gruppo acetile è aggiunto esclusivamente alla posizione C6 del glucosio ed alla posizione C6 del residuo glicosidico non riducente del maltosio. Altri substrati di questo enzima sono il glucosio, che è un substrato migliore del maltosio, mannosio, fruttosio (che sono invece peggiori del maltosio). L'isopropil-β-tio-galattosio, che è un buon substrato per la galattoside O-acetiltransferasi, invece è un cattivo substrato per questo enzima.